# A Letter to Uncle Boonmee
A Letter to Uncle Boonmee (Thai: จดหมายถึงลุงบุญมี; deutsch Ein Brief an Onkel Boonmee) ist ein thailändischer Kurzfilm von Apichatpong Weerasethakul aus dem Jahr 2009. In Deutschland feierte der Film am 5. Mai 2009 bei den Internationalen Kurzfilmtagen in Oberhausen Premiere.

## Handlung
Der Film stellt einen autobiografisch-fiktiven persönlichen Brief Weerasethakuls an den verstorbenen Onkel Boonmee dar (vorgelesen von einem Einheimischen), in dem er ihm sein Dorf Nabua beschreibt. Er beginnt als Making-of eines Projekts, das nicht realisiert wurde. Der Regisseur bespricht mit seinen Darstellern im Off das Skript. Mehrere Zeilen werden wiederholt. Die Kamera zeigt das Innere eines Hauses, die Umgebung und verliert sich schließlich im Dunkel des Dschungels. In einer weiteren Szene ist eine Gruppe junger Soldaten (oder Darsteller in Uniform) zu sehen, die faulenzt.

## Entstehungsgeschichte
Der Film entstand im Rahmen des „Primitive Project“ im thailändischen Dorf Nabua. Im Jahr 1965 fanden dort nach Aussagen von Einheimischen politische Säuberungen gegen vermutete Kommunisten statt. Soldaten sollen Einwohner vergewaltigt und ermordet haben. Die überlebenden männlichen Dorfbewohner flüchteten in die Bergregionen. Die folgende männliche Generation wuchs deshalb ohne Väter auf.
Inspiriert wurde Apichatpong Weerasethakul durch das Buch „Ein Mann, der sich seiner vergangenen Leben entsinnen kann“ (1983) von Phra Sripariyattiweti. Der Abt eines Klosters hatte mit einem Mann namens Boonmee in einem nahe gelegenen Tempel zusammen gelebt, der behauptete, er könne in tiefer Meditation seine früheren Leben an sich vorbeiziehen sehen. Apichatpong Weerasethakul ließ sich zu einem Drehbuch inspirieren, unternahm Reisen in die Region und machte die zwei Söhne Boonmees ausfindig. Im Dezember 2008 besuchte der Regisseur Nabua, wählte Häuser für die Dreharbeiten aus und schrieb einen persönlichen Brief an Boonmee, der bereits vor einigen Jahren verstorben war.
Der Film besteht aus Abendaufnahmen von leeren Häusern, mit Ausnahme von einem, in dem sich eine Gruppe junger Soldaten aufhält. Diese werden von Jugendlichen aus dem Dorf gespielt. Zwei von diesen wurden auch als Erzähler für den Film ausgewählt.

## Kritiken
„Für die Schaffung eines filmischen Idioms, das den konventionellen dokumentarischen Realismus oder seine Abbildung transzendiert. Für die Entwicklung einer Zeitlichkeit, die gelassen und nachdenklich ist, dabei aber tief verstörend in der Art, wie durch die Re-Imagination des Dorfes Nabua auf die Brutalitäten von Armee und Krieg verwiesen wird.“

„Die Jury des Ministerpräsidenten des Landes Nordrhein-Westfalen zeichnet einen Film aus, der sich als scheiterndes Projekt ausgibt, um dabei auf meisterhafte Weise immer neue visuelle und gedankliche Räume zu öffnen. Der Film spannt den Bogen von einer biografischen Geschichte über eine Reflexion filmischen Erzählens bis hin zur Darstellung politischer und historischer Zusammenhänge.
Apichatpong Weerasethakuls Film ‚A Letter to Uncle Boonmee‘ überzeugt als klug konzipiertes und zugleich sinnliches Werk.“

Dietmar Kammerer (die tageszeitung) bemerkte, die Kamera suche „beständig das Offene, den Blick in die Weite des Himmels“. Die Figur des Boonmee werde „zur Verkörperung von Transformation und Erinnerung an die brutale Kommunistenjagd von 1960 bis 1980“, so Gabrielle Schultz (Die Welt). Im September 2009 wurde der Kurzfilm auf dem Toronto International Film Festival gezeigt. Mathew Kumar (Torontoist) bemerkte, dass der Film „fesselnd, aber völlig rätselhaft“ wäre. „Ominös aber auch obskur, er (der Film) bleibt bei uns hängen, auch wenn wir ihn nicht begreifen.“ Die Kritikerin Manohla Dargis (The New York Times) wies darauf hin, dass Apichatpong Weerasethakul „Erinnerung und Ungewissheit“ sichtbar mache.

## Auszeichnungen
Internationale Kurzfilmtage Oberhausen 2009
- Großer Preis der Stadt Oberhausen
- Preis des Ministerpräsidenten des Landes NRW

## Spielfilm
2010 entstand der preisgekrönte Spielfilm Uncle Boonmee erinnert sich an seine früheren Leben, der ebenfalls von der Figur Onkel Boonmees inspiriert wurde.